# زبان ولفرم
زبان ولفرم (انگلیسی: Wolfram Language) یک زبان برنامه‌نویسی چند پارادیم، همه منظوره و سطح بسیار بالا است که توسط ولفرم ریسرچ توسعه یافته است.